# さくら市立喜連川中学校
さくら市立喜連川中学校（さくらしりつ きつれがわちゅうがっこう）は、栃木県さくら市喜連川にある公立中学校。

## 沿革
- 1983年4月 - 旧喜連川町立喜連川中学校、同上江川中学校統合により開校
- 1983年12月 - 格技場竣工
- 1985年4月 - 校旗樹立、校歌制定
- 1986年10月 -  文部省指定格技指導推進校研究発表
- 1988年6月 - プール竣工
- 1990年11月 - 県教委指定　地域ぐるみでたくましい子どもを育てる活動研究発表（平成元年・2年継続研究）
- 1992年10月 - コンピュータ室完成
- 1992年11月 - 県教委指定　同和教育研究発表（平成3年・4年継続研究）
- 1996年4月 - いきいき地域ぐるみ教育活動・高齢者福祉教育啓発推進事業指定校
- 1997年4月 - いきいき地域ぐるみ教育活動
- 2002年4月 - 教育総合推進地域（文部科学省）町内小中学校（平14～平16）
- 2005年3月 - 2町合併さくら市誕生によりさくら市立喜連川中学校と改名
- 2005年4月 - 文部科学省指定、学力向上拠点形成事業（平成 17,18,19）
- 2007年11月 - 文部科学省指定、学力向上拠点形成事業研究発表会
- 2008年3月 - FF 暖房普通教室設置
- 2009年4月 - 市教委・市教育研究所指定小中連携推進のための実践研究（平21～平23）
- 2012年4月 - 市教委・市教育研究所指定小中連携推進のための実践研究（平24～平26）
- 2015年4月 - 市教委・市教育研究所指定小中連携推進のための実践研究（平27～平29）
- 2016年10月 - 校舎内教室等空調（エアコン）設備設置

## 部活動
- 野球部
- サッカー部
- 卓球部
- 柔道部
- 剣道部
- ソフトボール部
- バレーボール部
- ソフトテニス部
- 吹奏楽部
- 美術部
- 駅伝部（特設）
- 相撲部（特設）

## 通学区域
さくら市立喜連川小学校に所属する行政区に相当する。
さくら市
- 喜連川南
- 梨木
- 喜連川中央
- 喜連川北
- 松田
- 西河原
- フィオーレ
- 小入
- 早乙女（一部地域を除く）
- 葛城

- 鷲宿
- 桜ヶ丘
- 上河戸
- 下河戸北
- 下河戸南
- 南和田
- 金枝
- 鹿子畑
- 穂積

## 交通
- 関東自動車停留所 中学校入口［喜連川中］